# Perimyotis subflavus
Perimyotis subflavus (триколірний нетопир) — вид рукокрилих ссавців із родини лиликових. Етимологія: лат. sub — «дещо», лат. flavus — «жовтий».

## Середовище проживання
Країни проживання: Беліз, Канада, Гватемала, Гондурас, Мексика, США. Вид можна знайти у відкритих лісах на невеликій відстані від води, а також над водою. Вони зазвичай не знаходяться у відкритому полі або глибоких лісах. Спочивають у тріщинах скель, печерах, будівлях і листі дерев влітку. Вони зимують поодинці або невеликими групами в печерах, шахтах і глибоких тріщинах при температурі від 4 до 10 °C, і вони зазвичай повертаються до того ж місця сплячку через рік.

## Відтворення
Коли прокидаються від зимової сплячки, самиці утворюють колонії материнства з не більше ніж 20 самиць. Від одного до двох нетопирят народжується в червні, кожен важить близько 20 % від ваги матері. Вони швидко ростуть, мають можливість літати протягом 14-21 днів і відлучаються від годування молоком за 4 тижні. Ці кажани харчуються дрібними комахами. Тривалість життя в дикій природі 4—8 років. Відомий рекорд P. subflavus становить 14,8 років (1991).

## Морфологія
Забарвлення червонувате, жовтувате і коричнювате. Передпліччя від оранжевого до червоного, мембрани чорні. Дорослі важать від 4 до 10 г і довжина передпліччя від 30 до 35 мм. 
| Зубна формула    |
| ---------------- |
| I 2 C 1 P 2 M 3  |
| 'I 3 C 1 P 2 M 3 |

## Генетика
Диплоїдне число хромосом, 2n=30, фундаментальне число, FN=56. Аутосоми складаються з великих і середніх метацентричних і субметацентричних пар і 4 малих субметацентричних пар. X-хромосома середня субметацентрична, Y-хромосома мала й акроцентрична.